# Leon Best
Leon Julian Best (Nottingham, 19 settembre 1986) è un ex calciatore irlandese, di ruolo attaccante.

## Carriera
Il 5 gennaio 2011 realizza una tripletta durante la partita tra Newcastle Utd e West Ham Utd. Partita terminata 5-0. Il 2 luglio 2012 viene acquistato dal Blackburn per una cifra intorno ai 3 milioni di sterline. Con i Rovers firma un contratto quadriennale.